# بوهوسلاف
بوهوسلاف (Богуслав) هي مدينة في مقاطعة كيييفسكا في أوكرانيا.

## معرض صور

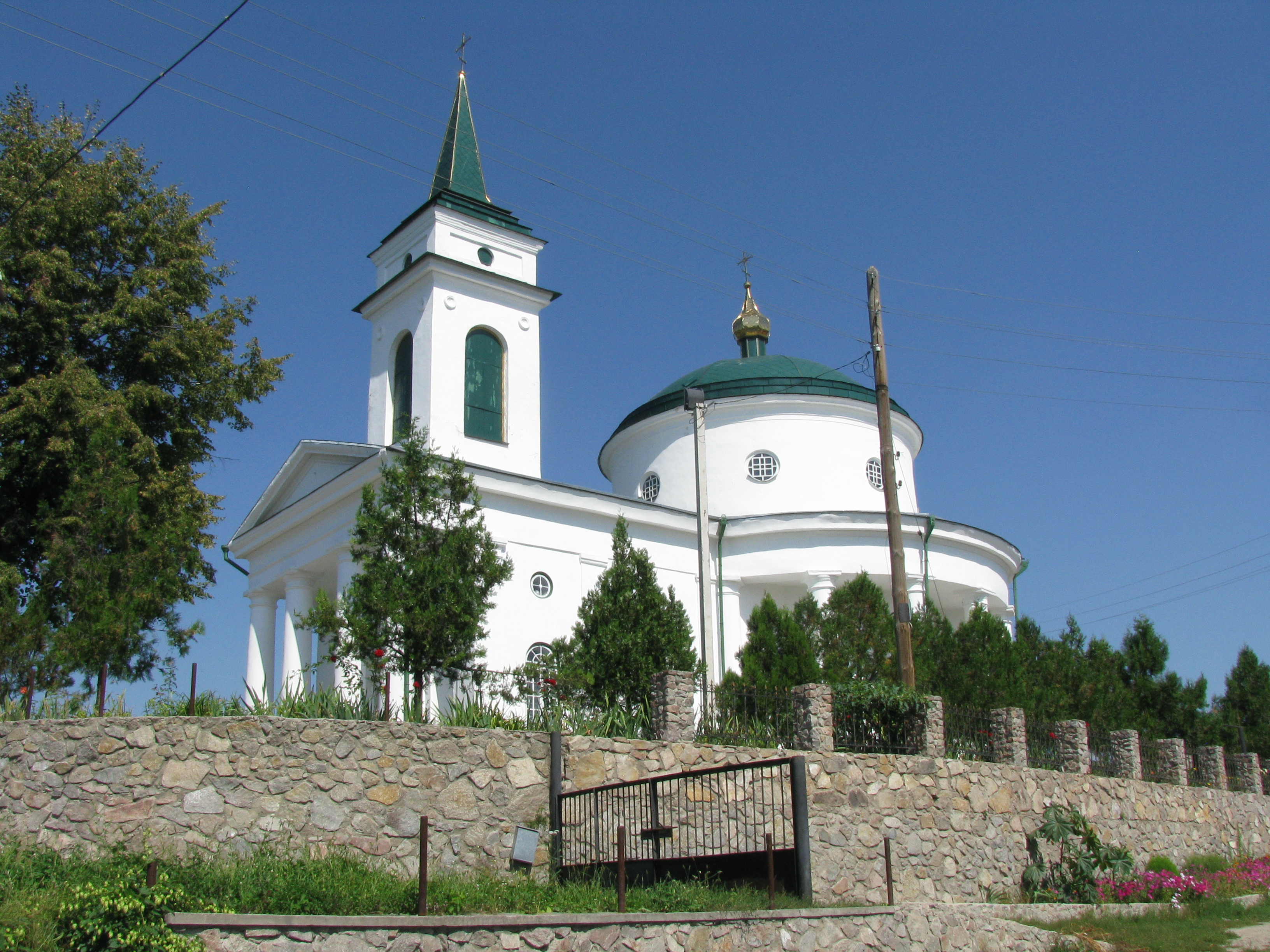
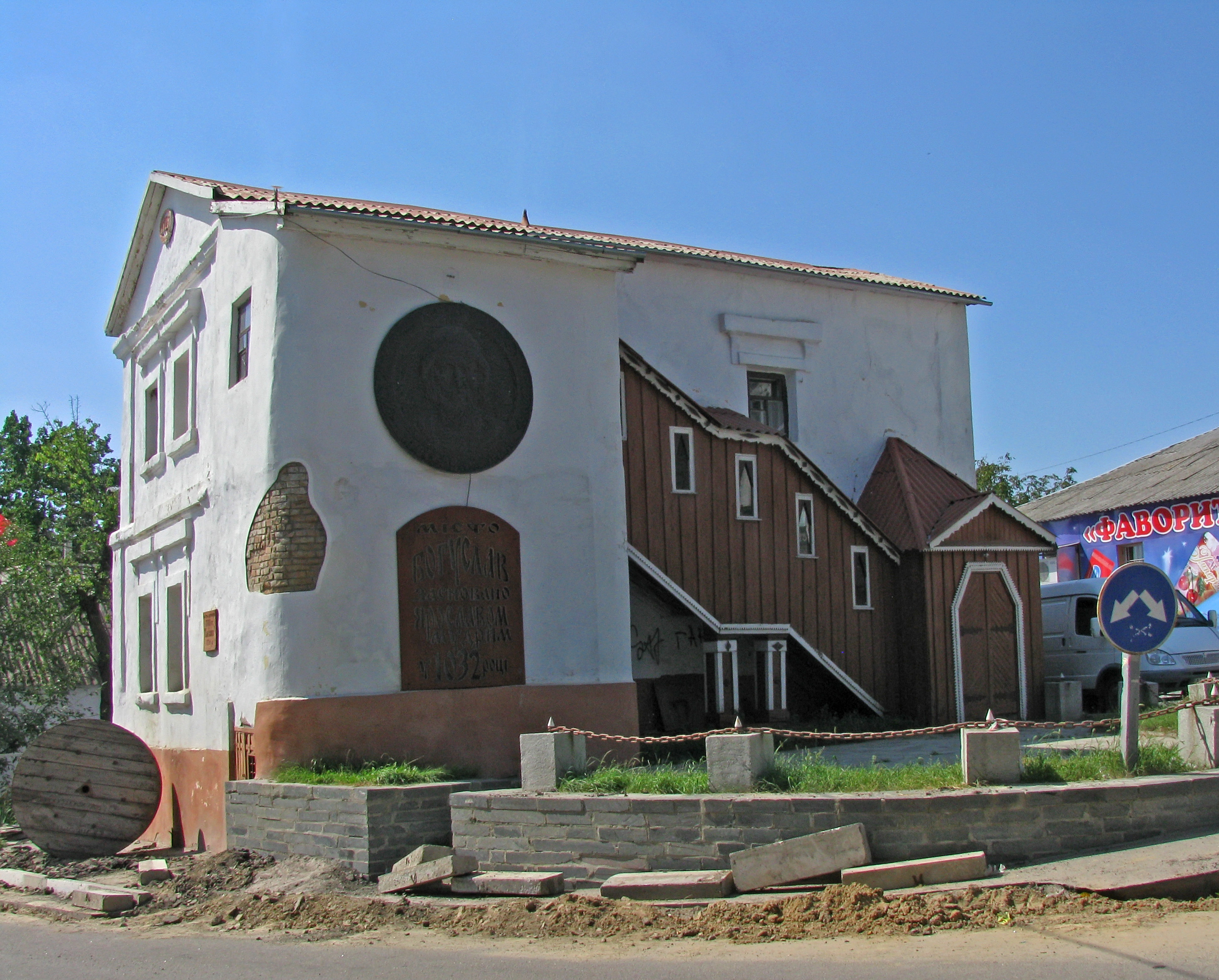
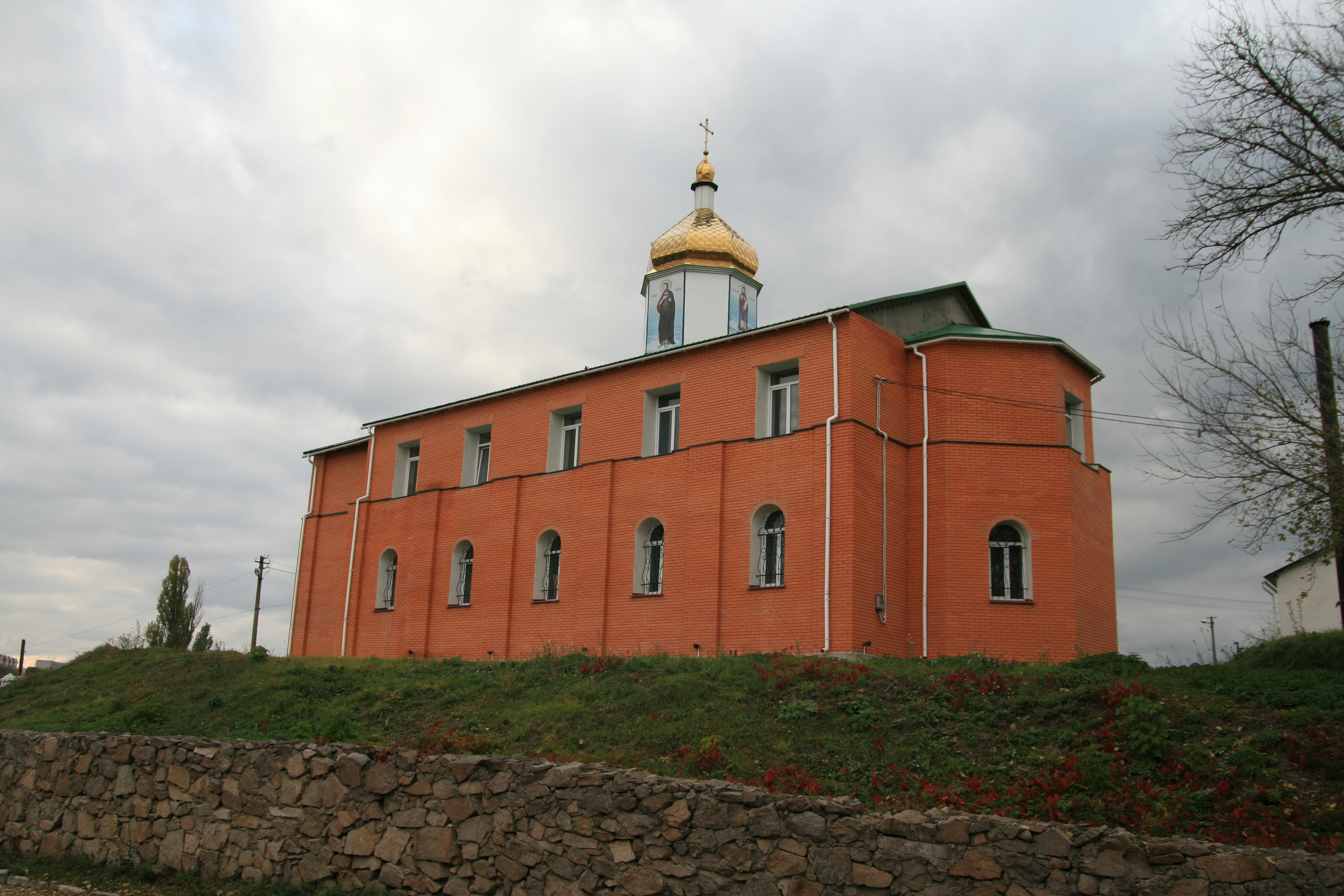
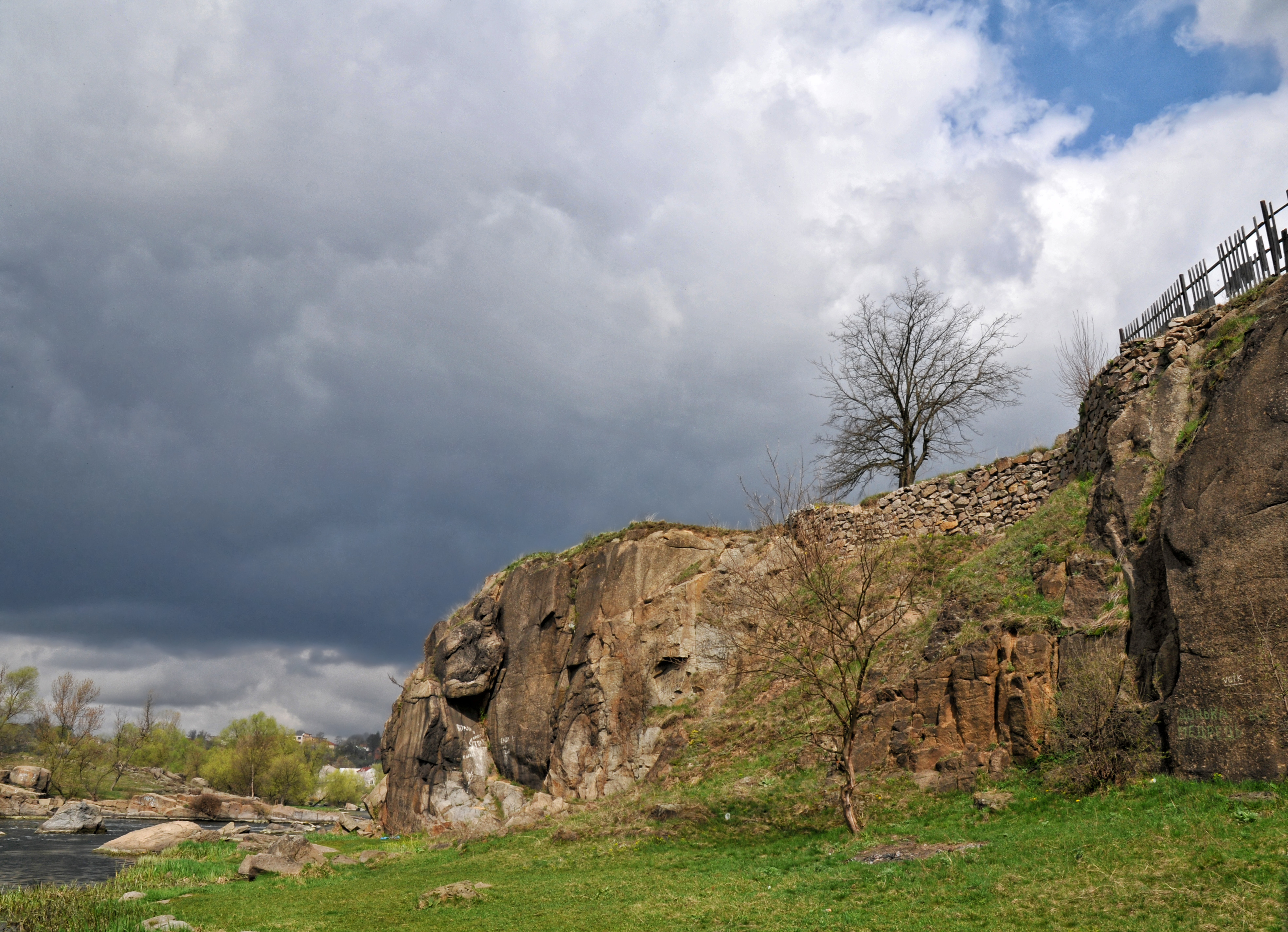